# Naître père
Pour plus de détails, voir Fiche technique et Distribution.
Naître père est un documentaire français réalisé par Delphine Lanson, sorti en 2013.
Tourné en 2010-2011, le film est sorti pendant les débats autour du mariage homosexuel en France, pendant lesquels la gestation pour autrui (GPA) a été un des sujets de débat.

## Synopsis
François et Jérôme sont un couple homosexuel parisien, ensemble depuis 13 ans. Une mère porteuse américaine, Colleen, agricultrice dans le Wisconsin (un État américain où la GPA est légale, contrairement à la France), porte les jumeaux issus de leurs spermes et d'une donneuse d'ovules. 
De décembre 2010 à juillet 2011, le film suit les deux hommes, leurs préparatifs, leur visite aux États-Unis pendant la grossesse à Colleen et sa famille - son mari Franck et elle ont trois filles -, leurs échanges par Skype et la naissance des enfants. Le film se termine, après l'obtention du passeport des bébés, par le retour en France de la nouvelle famille.

## Fiche technique
- Titre : Naître père
- Réalisation : Delphine Lanson
- Son : Delphine Lanson
- Montage : Anne Klotz
- Musique : Franck Williams
- Production : Carole Lambert et Carine Ruszniewski
- Société de production : De films en aiguille
- Pays d'origine :  France
- Langue originale : français, anglais
- Genre : documentaire
- Durée : 80 minutes (version cinéma), 52 minutes (version TV)
- Dates de sortie :
  -  France : 13 février 2013
  - Diffusion télévisée le 29 juillet 2013 sur la chaîne LCP

### Articles consacrés au documentaire
- Alice Coffin, « Delphine Lanson, réalisatrice de "Naître Père" : "LCP a été menacée par un député UMP" » dans 20 minutes du 20/07/2013 (Lire en ligne)
- Noémie Luciani, « "Naître père" : la GPA, tout simplement » dans Le Monde du 12/02/2013 (Lire en ligne)
- Ingrid Sion-Lhuilier, « Naître père » dans Le Nouvel Observateur du 21/06/2013 (Lire en ligne)
- Marie-Noëlle Tranchant, « Naître père : deux papas au pays des Bisounours » dans Le Figaro du 13/02/2013 (Lire en ligne)